# Greece International 2018
Die Greece International 2018 im Badminton (auch Hellas International 2018 genannt) fanden vom 19. bis zum 22. April 2018 in Sidirokastro statt.

## Sieger und Platzierte
| Disziplin    | Gold                                     | Silber                        | Bronze                                  |
| ------------ | ---------------------------------------- | ----------------------------- | --------------------------------------- |
| Herreneinzel | Toma Junior Popov                        | Ondřej Král                   | Iikka Heino                             |
| Herreneinzel | Toma Junior Popov                        | Ondřej Král                   | Luke Pearce                             |
| Dameneinzel  | Porntip Buranaprasertsuk                 | Cemre Fere                    | Hristomira Popovska                     |
| Dameneinzel  | Porntip Buranaprasertsuk                 | Cemre Fere                    | Anastasiia Semenova                     |
| Herrendoppel | Daniel Nikolov Ivan Rusev                | David Jones Johnnie Torjussen | George Galvas Panagiotis Skarlatos      |
| Herrendoppel | Daniel Nikolov Ivan Rusev                | David Jones Johnnie Torjussen | Oliver Gram Mads Thøgersen              |
| Damendoppel  | Porntip Buranaprasertsuk Krestina Silich | Abigail Holden Fee Teng Liew  | Vytautė Fomkinaitė Gerda Voitechovskaja |
| Damendoppel  | Porntip Buranaprasertsuk Krestina Silich | Abigail Holden Fee Teng Liew  | Ekaterina Kut Daria Serebriakova        |
| Mixed        | Dimitar Yanakiev Mariya Mitsova          | Michael Roe Jessica Hopton    | Oliver Gram Amalie A. Frihagen          |
| Mixed        | Dimitar Yanakiev Mariya Mitsova          | Michael Roe Jessica Hopton    | Callum Hemming Fee Teng Liew            |